# 捜査指揮官 水城さや
『捜査指揮官 水城さや』（そうさしきかん みずきさや）は、2013年から2015年までTBS系「月曜ゴールデン」で放送された刑事ドラマシリーズ。全3回。主演は小池栄子。
副題は『全ての責任は、私が取ります！』。

## 登場人物

### 警視庁刑事部捜査第一課
水城さや〈30〉
演 - 小池栄子
管理官。階級は警視。
捜査一課で16名の管理官の中で、唯一の女性管理官。準キャリア。あだ名は「おやじ殺し」。実家は浅草の鰻「水城」。
岸本達也〈45〉
演 - 杉本哲太
第三強行犯捜査係主任。階級は警部補。
管理官を支える直轄班班長で、実務の責任者。愛称は「ガンさん」。柔道の腕は全国警察大会で警視庁代表になったほどである。第1作では新婚2か月だった。
渡辺愛子〈26〉
演 - 北川弘美
第三強行犯捜査係。階級は巡査。愛称は「ラブ」。
菱沼伊知朗〈40〉
演 - 林泰文
理事官。階級は警視正。警察庁採用のキャリア組で捜査一課長の葉山を支える。準キャリア出の水城をマスコミ向けの看板と見ている。珈琲は甘党である。
葉山和久〈56〉
演 - 伊武雅刀
課長。階級は警視正。ノンキャリアの叩き上げ。水城が捜査本部で苦境に立たされた際には、自らの責任の元でそのまま捜査を続行させるなど、いざという時には融通を効かせる腹の据わった人物。珈琲にこだわりが強く、ドリップ珈琲に凝っている。

### 鰻「水城」
水城繁雄〈27〉
演 - 山口翔悟
鰻職人。さやの弟。実家の跡取りだが、店の職人では一番下である。店と家族は区別するように母から指導を受けている。
水城千代子〈58〉
演 - 市毛良枝
浅草にある鰻「水城」の女将。さやと繁雄の母。仕事の合間に立ち寄る娘と一緒に来店する愛子に息子との縁談を薦める。

### 友情出演
富田康介
演 - 松尾諭（第1作）
警視庁第二機動捜査隊。『警視庁機動捜査隊216』の登場人物。
佐藤守
演 - 斉藤祥太（第1作）
警視庁第二機動捜査隊。『警視庁機動捜査隊216』の登場人物。

### ゲスト
第1作「疑惑の死を遂げた潜入捜査員と消えた20億…裏切りか罠か!? 悪徳商法の闇に女性管理官が挑む！」（2013年）
- 姫川美織（「オリエントショッパーズ被害者の会」顧問弁護士） - 岩崎ひろみ（少女期：北香那）
- 長尾美和子（宇田川の秘書） - 原史奈
- 宇田川誠（オリエントショッパーズ 社長・詐欺グループ「未来販売」元メンバー） - 松永博史
- 武藤正也（「オリエントショッパーズ被害の会」代表） - つまみ枝豆
- 武藤みどり（武藤の妻・山下の愛人） - 濱田万葉
- 長尾和樹（美和子の弟・浅川製作所 従業員） - 鈴之助
- 山下武（ホストクラブ「銀河」ホスト） - 古原靖久
- 高田（刑事） - おかやまはじめ
- 石上洋史（警視庁品川中央警察署 刑事課強行犯係 巡査長） - 嶋尾康史
- 前田（刑事班長） - 小野了
- 浜田（合コン参加者） - 伊東孝明
- 菅原（宝石鑑定士） - 市山貴章
- 小田（鑑識） - 福本伸一
- 柳正人（7年前の覚醒剤の売人） - 吉沢眞人
- 鈴木幸子（オリエントショッパーズの被害者） - 星野晶子
- 鈴木文雄（幸子の夫・オリエントショッパーズの被害者・故人） - 伊藤正博
- 初枝（刑事） - ふるたこうこ
- 美樹（さやの知り合いの合コン参加者） - 松本若菜
- 飯干（夕刊トップ 記者） - 伊原農
- 姫川美織の父 - きの屋精章
- 坂口（オリエントショッパーズ 社員） - 田井和彦
- 上田（オリエントショッパーズ 社員） - 白濱孝次
- 井上（刑事班長） - 東海林寿剛
- パーティー客 - 加藤衛
- 佐伯（刑事班長） - 日下部吉彦
- 刑事班長 - 土方剛
- 刑事副班長 - 三倉零司、早乙女猛雄、山田宣夫
- 高坂由美（警視庁刑事部捜査第二課 巡査部長・偽名「松田伸子」で潜入捜査） - 黒沢あすか
- 戸川巧（警視庁刑事部捜査第二課 係長・警部） - 佐戸井けん太
- 青地啓介（警視庁品川中央警察署 刑事課強行犯係 巡査部長） - 本田博太郎

第2作「獄中死した男の怨念!? 赤い傘の女を狙う連続殺人再び…隠ぺいされた警察の闇に女性管理官が挑む」（2014年）
- 井村奈津美（英彦の妻） - 古村比呂
- 木島俊夫（警視庁月島中央警察署 刑事課強行犯係 巡査部長） - 菅原大吉
- 三田智弘（トレードステージ 総務部長） - 神尾佑
- 井村秋彦（英彦と奈津美の息子・3年閉じこもり） - 栩原楽人（幼少期：小林龍叶）
- 前田（警視庁月島中央警察署 刑事課強行犯係 刑事） - 俵木藤汰
- 山崎（警視庁月島中央警察署 刑事課強行犯係 刑事） - ホリベン
- 高田（警視庁月島中央警察署 刑事課強行犯係 刑事） - 山上賢治
- 小宮啓介（学習塾講師） - 宮下裕治
- 三島忠志（スナック経営） - 安藤彰則
- 筒井理沙（雅夫の姉・クリーニング「ポニー」店員） - 中島亜梨沙
- 筒井雅夫（3年前の「赤い傘の女性連続殺人事件」容疑者・無職） - 藤岡信昭
- 石原法子（無職・トレードステージ 元社長秘書） - 沢井美優
- 須藤麻子（路上で襲われそうになった赤い傘の女性） - 明日花キララ
- 豊田美奈子（3年前の「赤い傘の女性連続殺人事件」第1被害者・会社員） - 若山愛美
- 山田由里（3年前の「赤い傘の女性連続殺人事件」第2被害者・大学生） - 菊川史織
- 刑事 - 高浦修、三倉翔、黒澤吉彦、石山和史
- 老婆 - 大貫花子
- 人質の女の子 - 浦谷優羽奈
- 井村英彦（トレードステージ 社長） - 冨家規政
- 松原豊（警視庁刑事部捜査第一課 参事官・警視正） - 隆大介
- 永田和夫（浅草南警察署 地域課 巡査部長） - 田山涼成

第3作「認知症殺人!? 高級介護ホームの悲惨な実態…一流シェフと徘徊老人の密約を巡りお局刑事と女の戦い」（2015年）
- 丸尾晴子（警視庁墨田警察署 刑事課 巡査部長） - 杉田かおる
- 森内義一（警視庁墨田警察署 刑事課 巡査部長） - 中本賢
- 谷川英樹（警視庁墨田警察署 刑事課長・警部） - 松澤一之
- 江藤大輔（ビストロ三島 コック） - 石井智也
- 井川実（夕刊スクープ 記者） - 柳憂怜
- 宮田千穂（老人ホーム「シルバーフォレスト両国」介護職員） - 渋谷飛鳥
- 野中守（老人ホーム「シルバーフォレスト両国」介護職員） - 岡部尚
- 小島塔子（篠田の秘書） - 上野なつひ
- 丸尾敏代（晴子の母・特別養護老人ホーム「入谷ホーム」入居者） - 長内美那子
- 大山徹也（警視庁墨田警察署 刑事課 巡査部長） - 萬雅之
- 塚田（シルバーフォレスト 顧問弁護士） - 木村靖司
- 大沢由紀夫（篠田の運転手） - 松澤仁晶
- 原田（特別養護老人ホーム「入谷ホーム」園長） - 宇納佑
- 老人ホーム「シルバーフォレスト両国」スタッフ - 永田耕一
- 木村耕三（警視庁墨田警察署 刑事課 巡査部長） - 稲葉大助
- 榊原（警視庁墨田警察署 刑事課 巡査部長） - 木谷匡勝
- 石野（警視庁墨田警察署 刑事課 巡査部長） - 山田アキラ
- 徳山雅人（警視庁墨田警察署 刑事課 巡査長） - 尾﨑祐司
- 坂上照子（老人ホーム「シルバーフォレスト両国」入居者・認知症） - 久松夕子
- 記者 - 稲輪吉泰
- 柴田一郎（老人ホーム「シルバーフォレスト両国」入居者・先月死亡） - 山田良行
- 牛尾（警視庁墨田警察署 刑事課 警部補） - 黒澤吉彦
- 吉永啓三（警視庁墨田警察署 刑事課 巡査部長） - 渋谷毅
- 阿部（巡査部長） - 早乙女猛雄
- 篠田幸次郎（実業家・シルバーフォレスト 社長） - 川野太郎
- 三島恭平（ビストロ三島 シェフ） - 大浦龍宇一
- 浅草太郎（アルツハイマー型認知症老人） - 笹野高史

## スタッフ
- 脚本 - 安井国穂
- 監督 - 児玉宜久
- 編成担当 - 藤原麻知（第1作）、岸田大輔（第2作）、吉本香苗（第3作）
- 技術協力 - アップサイド
- 美術協力 - 京映アーツ
- ポスプロ - 映広
- プロデューサー - 内堀雄三、元信克則
- 製作 - ユニオン映画、TBS

## 放送日程
| 話数 | 放送日        | サブタイトル                                                                                | 脚本     | 監督     | 視聴率 |
| ---- | ------------- | ------------------------------------------------------------------------------------------- | -------- | -------- | ------ |
| 1    | 2013年1月28日 | 疑惑の死を遂げた潜入捜査員と消えた20億… 裏切りか罠か!? 悪徳商法の闇に女性管理官が挑む！     | 安井国穂 | 児玉宜久 | 12.7%  |
| 2    | 2014年1月06日 | 獄中死した男の怨念!? 赤い傘の女を狙う連続殺人再び… 隠ぺいされた警察の闇に女性管理官が挑む   | 安井国穂 | 児玉宜久 | 11.9%  |
| 3    | 2015年5月25日 | 認知症殺人!? 高級介護ホームの悲惨な実態… 一流シェフと徘徊老人の密約を巡りお局刑事と女の戦い | 安井国穂 | 児玉宜久 |        |

- 視聴率はビデオリサーチ調べ、関東地区・世帯